# Giacomo Dalla Torre del Tempio di Sanguinetto

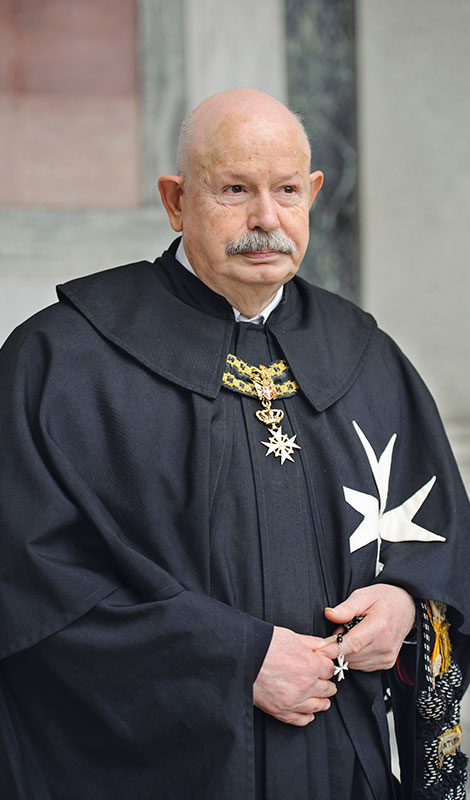
Giacomo Dalla Torre del Tempio di Sanguinetto, 2017

Giacomo Benedetto Dalla Torre del Tempio di Sanguinetto (* 9. Dezember 1944 in Rom; † 29. April 2020 ebenda) war ein Professritter des Malteserordens und seit dem 2. Mai 2018 der 80. Großmeister des Malteserordens. Sein voller Titel lautete „Seine Hoheit und Eminenz, Fra’ Giacomo Dalla Torre del Tempio di Sanguinetto, Fürst und Großmeister des Souveränen Ritter- und Hospitalordens des Heiligen Johannes von Jerusalem, von Rhodos und von Malta“.
Vorher war Dalla Torre Profess-Ehren- und Devotions-Großkreuz-Bailli und seit dem 12. Februar 2009 Großprior des Großpriorates von Rom des Malteserordens. Bis dahin war er seit 2004 Großkomtur des Malteserordens, eines der vier Hohen Ämter des Ordens. Vom 29. April 2017 bis zum 2. Mai 2018 war er Statthalter des Großmeisters und damit für die Dauer eines Jahres amtierender Großmeister des Malteserordens.

## Leben
Giacomo Dalla Torre stammte aus einer Adelsfamilie aus Treviso. Sein Vater war Paolo Dalla Torre (1910–1993), Conte von Sanguinetto, und seine Mutter Antonietta Pulvirenti De Grazia (1917–2004). Sein Vater war Kunsthistoriker und Generaldirektor der Vatikanischen Museen von 1961 bis 1975. Sein Bruder ist der Jurist Giuseppe Dalla Torre del Tempio di Sanguinetto, der von 2011 bis 2017 Generalstatthalter des Ritterordens vom Heiligen Grab zu Jerusalem war. Der Großvater Giuseppe Dalla Torre (1885–1967) war ein Journalist und von 1920 bis 1960 Direktor des L’Osservatore Romano, der Tageszeitung des Vatikans. 
Dalla Torre studierte Literatur und Philosophie an der Universität La Sapienza in Rom und wurde dort promoviert. Er spezialisierte sich auf christliche Archäologie und Kunstgeschichte. Er war Professor für Literaturwissenschaft und Kunstgeschichte an der Päpstlichen Universität Urbaniana in Rom, wo er später als stellvertretender Direktor tätig war. Er unterrichtete auch klassisches Griechisch. Er war unter anderem Bibliothekar und Chefarchivar für die Forschungssammlungen der Universität. Dalla Torre war Verfasser zahlreicher Abhandlungen über Kunst und Bibliographie, insbesondere zur Geschichte der mittelalterlichen Kunst.
Giacomo Dalla Torre starb an einem im Januar 2020 diagnostizierten Krebsleiden.

## Ordensleben
Nach seiner Aufnahme in den Malteserorden 1985 hat Dalla Torre 1993 die ewigen Gelübde abgelegt und wurde Professritter. Von 1994 bis 1999 war er der Großprior des Großpriorates der Lombardei und Venetien. Seit 1999 war er Mitglied des Souveränen Rates und verschiedener Kommissionen.
Im Jahre 2004 wurde er vom Generalkapitel zum Großkomtur gewählt und hat nach dem Tod des Großmeisters Fra’ Andrew Bertie am 7. Februar 2008 bis zur Wahl des neuen Großmeisters Fra’ Matthew Festing am 11. März 2008 verfassungsmäß als Statthalter (ad interim) den Orden geleitet.
Am 12. Februar 2009 stimmte der Großmeister und der Souveräne Rat der Wahl von Bailli Fra’ Giacomo Dalla Torre zum 67. Großprior des Großpriorates von Rom zu, der gemäß Artikel 159 des Codex gleichzeitig seinen Rücktritt aus dem Souveränen Rat erklärte.
Am 29. April 2017 wählte ihn der Große Staatsrat des Ordens nach Artikel 23 § 5 der Ordensverfassung zum Großmeister-Statthalter und damit zum amtierenden Großmeister für ein Jahr. Am 2. Mai 2018 wurde er zum Großmeister des Malteserordens gewählt. Dem Großmeister des Malteserordens wird seitens der katholischen Kirche der Rang eines Kardinals zuerkannt, er leitet die Regierungsgeschäfte. Unter seiner Führung begann eine Modernisierung und Öffnung des Ritterordens.
Bei einer Konsultation mit Papst Franziskus im Juni 2019 wurden Themen wie die Krise in Venezuela, die Hilfen für die kolumbianische Bevölkerung und die Lage im Nahen Osten beraten mit Fokus auf humanitäre und diplomatische Möglichkeiten des Malteserordens. Im Oktober 2019 befand sich Dalla Torre in Deutschland, unter anderem zu Gesprächen mit Bundespräsident Frank-Walter Steinmeier und Bundestagspräsident Wolfgang Schäuble.
Dalla Torre hat sich stets persönlich verpflichtet, den Bedürftigen zu helfen und den Obdachlosen an den Bahnhöfen Termini und Tiburtina in Rom Mahlzeiten zu servieren. Er war Teilnehmer zahlreicher internationaler Pilgerfahrten des Malteserordens nach Lourdes und an nationalen Pilgerfahrten nach Loreto und Assisi. Ein besonderes Anliegen war Dalla Torre die Teilnahme an den internationalen Sommercamps des Ordens für behinderte junge Menschen.

## Ehrungen und Auszeichnungen
- 1995 – Aufnahme in den Konstantinorden
- 2006 – Großkreuz des Verdienstordens der Italienischen Republik
- Großkreuz des Verdienstordens Pro Merito Melitensi
- Großkreuz des Ordens Danilos I. für die Unabhängigkeit
- 2018 – Grand-Croix de l’Ordre de la Valeur à Yaoundé (verliehen durch Paul Biya)
- 2019 – Sonderstufe des Großkreuzes des Bundesverdienstkreuzes